# Jennifer Eganová
Jennifer Eganová (* 7. září 1962) je americká spisovatelka, jejíž román Návštěva bandy rváčů (A Visit from the Goon Squad, 2010) v roce 2011 získal Pulitzerovu cenu v kategorii próza a záhy také cenu National Book Critics Circle Award. V současnosti je prezidentkou organizace PEN America.

### Díla, která vyšly česky
- Návštěva bandy rváčů (2012, z originálu A Visit from a Goon Squad přel. Barbora Punge Puchalská, ISBN 978-80-207-1425-1)
- Hrad (2014, z originálu The Keep přel. Jiří Hanuš, ISBN 978-80-207-1550-0)[3]

### Ostatní romány
- The Invisible Circus (1994)
- Look at Me (2001)
- Manhattan Beach (2017)